# Cung điện tuyển hầu tước Mainz

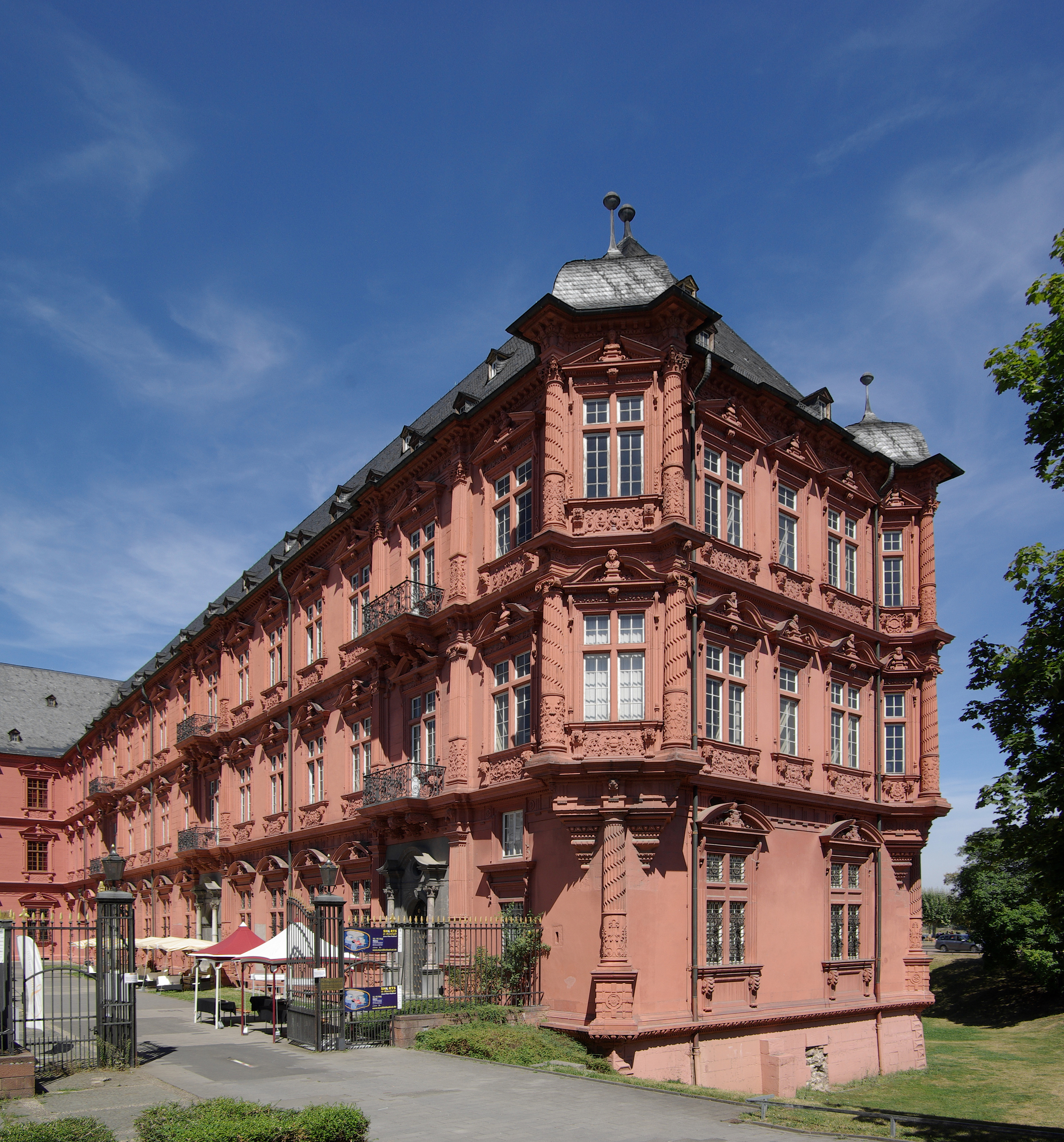
Cung điện tuyển hầu tước, từ phía Nam

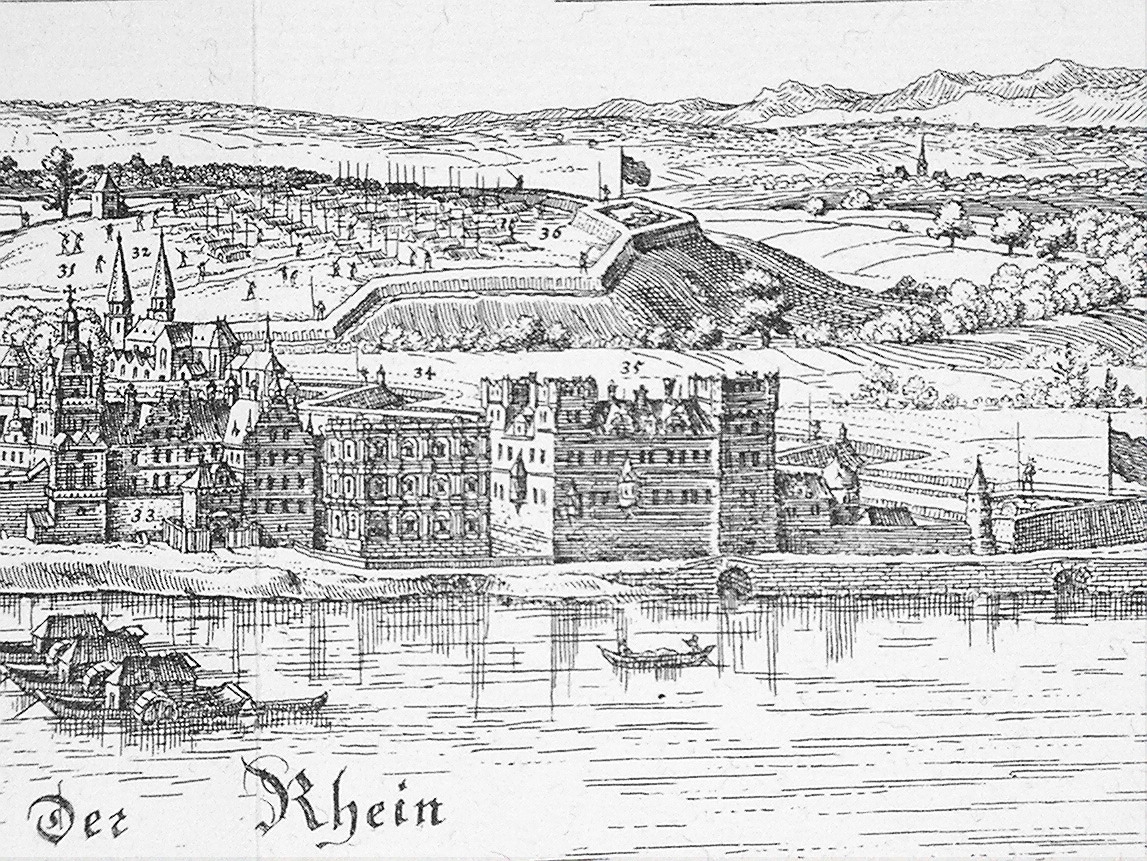
Lâu đài Martinsburg bên sông Rhein

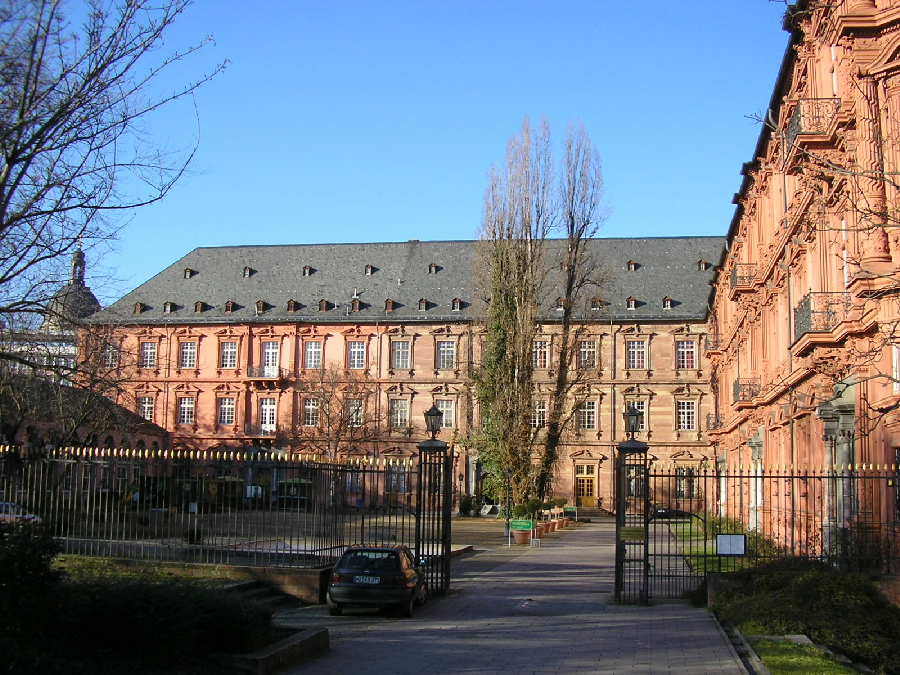
Sân của cung điện

Cung điện tuyển hầu tước Mainz (tiếng Đức: Kurfürstliches Schloss zu Mainz) trước đây là nơi cư trú của tổng giám mục Mainz, mà cũng là tuyển hầu tước của tuyển hầu quốc Mainz thuộc Đế quốc La Mã Thần thánh. Nó là một trong những tòa nhà tiêu biểu theo kiến trúc Phục hưng Đức.

## Lịch sử
Ban đầu tổng giám mục Mainz cư trú tại nhà thờ chính tòa, ở một nhà nguyện tư nhân cũ đã có từ 1137.
Đến năm 1475, khi hội đồng tu sĩ bầu lại Diether von Isenburg làm tuyển hầu tước, những điều kiện được đưa ra: ông ta phải giao lại thành phố Mainz cho hội đồng, và xây dựng một cung điện trong thành phố. Lâu đài Martinsburg được bắt đầu xây 1478 và hoàn tất 2 năm sau đó. Trong một vài thập niên, các tổng giám mục sống hoặc là ở đó hay tại lâu đài Johannisburg ở Aschaffenburg. Sau khi bị tàn phá trong cuộc chiến tranh hầu quốc thứ hai vào năm 1552, cung điện được xây lại theo kiến trúc Phục hưng. Tổng giám mục Daniel Brendel von Homburg cho xây thêm một tòa nhà làm văn phòng làm việc và nhà thờ St Gangolph vào khoảng năm 1580. Những tòa nhà này bị phá hủy, khi Pháp dưới thời Napoleon chiếm đóng từ 1798 cho tới 1814, để xây những đại lộ mới.
Tuy nhiên vào năm 1627 (trong chiến tranh 30 năm) dưới thời tổng giám mục Georg Friedrich von Greiffenklau một cung điện mới được xây . Nhưng cánh sông Rhein chỉ được hoàn tất mãi cho đến 1678, công trình xây cất bị trì hoãn vì chiến tranh 30 năm và Chiến tranh Chín Năm. Dự thảo kiến trúc tuy không được biết, nhưng có lẽ nó là một công trình kiến trúc với 4 cánh như lâu đài Johannisberg được bắt đầu xây lại vào năm 1602 sau chiến tranh hầu quốc thứ hai.
Cánh Bắc được bắt đầu xây từ năm 1687, mãi đến 1752 mới xong, và được trang bị nội thất vào những năm sau đó. Cánh mà từ hướng sông Rhein đi vào trong đất liền bắt đầu dưới thời tổng giám mục Johann Friedrich Karl von Ostein (1743—1763) và Friedrich Karl Josef von Erthal (1774–1802).
Vào ngày 23 tháng 10 năm 1792, Mainzer Jakobinerklub, một nhóm chính trị được thành lập tại cung điện, nhóm Jakobinerklub đầu tiên trên đất Đức. Đây là phong trào dân chủ sớm nhất ở Đức. Tuyển hầu tước Mainz bị trục xuất cùng năm, cung điện bị xao lãng mãi cho tới 1827, khi nó được phục hồi bởi đại công tước Hessen-Darmstadt và thành phố Mainz.
Trong chiến tranh thế giới thứ hai, tòa nhà bị hư hại nặng, nhất là trong cuộc không kích vào ngày 27 tháng 2 năm 1945, mà phá hủy phần lớn thành phố. Cung điện chỉ còn có các bức tường bên ngoài. Nó được xây lại trong năm 1948 và 1949, mở cửa lại vào ngày 31 tháng 12 năm 1949, và là nơi tụ tập chính cho các hoạt động carnival cho tới khi Rheingoldhalle được khánh thành 1968.